# Prohibitionism
Prohibitionism (förbudstro) är en åskådning eller politisk teori som grundar sig på tanken att människor avhåller sig från handlingar som klassats som olagliga där detta upprätthålls och beivras genom kontroll och åtgärder. Denna filosofi har varit grunden för många stiftade lagar, synnerligen när en större grupp i ett samhälle misstycker om eller känner sig hotad av aktiviteter, handlingar eller seder hos en mindre grupp.[källa behövs]

## Exempel
- Förbud mot prostitution/sexköp[1]
- Rökförbud[källa behövs]
- Motboken[källa behövs]
- Narkotikastrafflagen[källa behövs]

## Kritik
En kritik som ofta riktas mot detta synsätt är att det inte sällan handlar om "brott utan offer", där den handling eller sed som förbjuds och beivras inte egentligen påverkar någon annan, eller mest handlar om njutning hos utövaren. Detta kan leda till lagar som i praktiken varken efterlevs eller beivras.[källa behövs]
En annan kritik är att när sådana lagar verkligen upprätthålls och beivras, kan det ske i diskriminerande syfte, att man i praktiken använder lagen för att trakassera personer eller grupper som enligt något annat kriterium anses misshagliga.[källa behövs]
En bieffekt av att lagstifta mot en sed eller handling kan också vara att man drar uppmärksamhet till denna, och på så sätt gör den mer intressant, vilket ger motsatt effekt mot den önskade.[källa behövs]